# Варгузова, Светлана Павловна
Светла́на Па́вловна Ва́ргузова (род. 11 сентября 1944, Москва) — советская и российская певица (сопрано), актриса, ведущая солистка Московского театра оперетты, народная артистка РСФСР (1988).

## Краткая биография
В 1963 году поступила на вокальное отделение Музыкального училища имени Гнесиных, впоследствии перевелась на отделение музыкальной комедии (курс Л. Д. Михайлова), по окончании которого в 1967 году была принята в труппу Московского театра оперетты. Дебютировала ролью Светы Черновой на премьере оперетты А. П. Долуханяна «Конкурс красоты». В короткий срок стала одной из ведущих солисток театра, активно занятой как в ролях советского репертуара, так и в партиях классической оперетты. В настоящее время занята в пяти спектаклях театра.
В 1970-е годы на сцене «Московской оперетты» складывается творческий тандем Светланы Варгузовой и Юрия Веденеева, во многом определивший лицо этого театра в последующие три десятилетия.
Играла в постановках Г. П. Ансимова, Ю. А. Петрова, В. А. Курочкина, М. И. Рапопорта, И. С. Барабашева и др. На сцене «Московской оперетты» и концертных площадках сотрудничала с дирижёрами: М. Л. Ростроповичем, Е. Ф. Светлановым, Э. Д. Абусалимовым, В. М. Гореликом, Э. Класом, Ю. И. Симоновым и многими другими.
Светлана Варгузова активно гастролирует как в России, так и за её пределами, исполняя не только оперетту, но и камерные произведения.
Преподает на кафедре вокального искусства РАТИ, профессор.

## Творчество

### Государственный академический театр «Московская оперетта»

#### Спектакли
- «Конкурс красоты» А. П. Долуханяна — Света Чернова, Галя Смирнова
- «Белая ночь» Т. Н. Хренникова — Муська-газетчица
- «Тихое семейство» Ю. С. Милютина — Николетта
- «В ритме сердца» А. П. Петрова — Наташа
- «Девушка с голубыми глазами» В. И. Мурадели — Таня Лялина
- «Фиалка Монмартра» И. Кальмана — Виолетта
- «Не прячь улыбку» Р. Гаджиева — Лала
- «Москва-Париж-Москва» В. И. Мурадели — Симона
- «Нет меня счастливей» А. Я. Эшпая — Вера
- «Не бей девчонок!» С. Заславского — Голубая Фея
- «Вольный ветер» И. О. Дунаевского — Стелла
- «Девичий переполох» Ю. С. Милютина — Марфа
- «Весна в Москве» Н. Богословского — Надя Коврова
- «Марица» И. Кальмана — Лиза, Марица
- «Легенда в музыке» Р. Вальгре, Ю. Раудмяэ — Тийю
- «Летучая мышь» И. Штрауса — Адель, Розалинда
- «Свадьба Кречинского» А. Н. Колкера — Лидочка
- «Пусть гитара играет» О. Б. Фельцмана — Наташа
- «Товарищ Любовь» В. Ильина — Павла Петровна Панова
- «Весёлая вдова» Ф. Легара — Ганна Главари
- «Пенелопа» А. Б. Журбина — Пенелопа
- «Королева чардаша» И. Кальмана — Сильвия
- «Перекрёсток» Р. Гаджиева — Зумруд
- «Свадьба с генералом» Е. Н. Птичкина — Змеюкина
- «Прекрасная Галатея» Ф. Зуппе — Галатея
- «Граф Люксембург» Ф. Легара — Анжель Дидье
- «Великая герцогиня Герольштейнская» Ж. Оффенбаха — герцогиня Герольштейнская
- «Принцесса цирка» И. Кальмана — Теодора Вердье
- «Примадонна» на музыку Ж. Оффенбаха — Гортензия Шнайдер
- «Марица» И. Кальмана — Марица
- «Сильва» И. Кальмана — Цецилия
- «Золушка» А. Семёнова — Фея
- «Орфей в аду» Ж. Оффенбаха — Венера
- «Фея карнавала» И. Кальмана — Александра
- «Цыганский барон» И. Штрауса — Мирабелла

#### Концертные программы
- «Вечерние посетители, или Завещание маэстро»
- «Песня для тебя»
- «Да здравствует вальс!»
- «Песни молодости нашей»
- «Мы начинаем в 22…»
- «Оперетта, оперетта…»
- «Женщина и мужчины»
- «Джентльмен удачи»
- «Большой канкан»
- «Большой кордебалет»
- «Премьер-лига»
- «Grand канкан»
- «Дуэт на все времена»
- «Оперетта - навсегда!»

## Признание и награды
- 1975 — Заслуженная артистка РСФСР
- 1988 — Народная артистка РСФСР
- 1998 — Орден Почёта — за многолетнюю плодотворную деятельность в области театрального искусства[1]
- 2003 — Почётная грамота Правительства Москвы — за большие творческие достижения в развитии театрального музыкального искусства и в связи с 75-летием со дня основания Московского государственного академического театра оперетты[2]
- 2005 — Орден «За заслуги перед Отечеством» IV степени — за большой вклад в развитие музыкального искусства и многолетнюю творческую деятельность[3]
- 2017 — Орден Дружбы  — за большой вклад в развитие отечественной культуры и искусства, средств массовой информации, многолетнюю плодотворную деятельность[4]
- 2022 — премия «Золотая Маска» «За выдающийся вклад в развитие театрального искусства»[5]
- 2024 — Знак отличия «За безупречную службу» L лет — за многолетнюю плодотворную деятельность на благо города Москвы и москвичей[6]